# Danske Maritime
Danske Maritime er en dansk brancheforening for danske virksomheder  med maritime forretningsområder.
Foreningen blev etableret i 1919 under navnet Skibsværftsforeningen, men skiftede i 2003 til nuværende navn, Danske Maritime.

## Foreningens formål
At være samlingssted ledere og medarbejdere i medlemsvirksomhederne, fremme vilkårene for danske maritime virksomheder samt et videncenter, som servicerer medlemmer, offentlige myndigheder og pressen med den nyeste viden omkring forhold, der har relevans for den maritime sektor i Danmark.
Danske Maritime har sekretariat i København og Bruxelles.